# 피에트로 시겔
피에트로 시겔(이탈리아어: Pietro Sighel, 1999년 7월 15일~)은 이탈리아의 쇼트트랙 선수이다. 2022년 동계 올림픽에서 혼성 계주 종목 은메달과 남자 계주 종목 동메달을 획득했으며 세계 선수권 대회에서 금메달 1개, 은메달 5개, 동메달 5개를 획득했다.

## 개인사
아버지인 로베트로 시겔은 이탈리아 국가대표 스피드스케이팅 선수로 활동했으며 누나인 아리안나 시겔 또한 쇼트트랙 선수이다.